# Ярмольчук Дмитро Євгенович
Ярмольчук Дмитро Євгенович (18.12.1915, Запоріжжя — 26.07.2005 Дніпропетровськ) — український радянський винахідник, інженер, багаторічний директор Дніпропетровського проектного інституту, який обслуговував розвиток Південного машинобудівного заводу і проектував нові цехи. 

## Життєпис
Народився на острові Хортиця. Після закінчення рабфаку вступив до Інституту залізничного транспорту, де його батько був доцентом. Вступити до інституту було важко через малий вік та неробітниче походження.
Був обдарованим хлопцем, в юнацькі роки закінчив дві танцювальні школи танго. Добре грав на піаніно та гітарі, співав, писав вірші, українською мовою.
Після інституту служив у радянській армії, мав звання молодшого лейтенанта залізничних військ. Після служби з 1940 року працював на автозаводі у Дніпропетровську інженером-конструктором.
26 червня 1941 року завод з обладнанням та працівниками було евакуйовано до Куйбишева, де на базі заводу розвернули будівництво воєнних літаків. Ярмольчук працював начальником конструкторського бюро, згодом начальником відділу.
Після війни Ярмольчука направили на стажування до Сергія Корольова, після повернення до Дніпропетровська — призначено начальником відділу нестандартного обладнання та заступником головного механіка автозаводу (Південний машинобудівний завод), який переводили на ракетну галузь.

### Південмаш
1956 року направлений працювати до Дніпропетровського проектного інституту головним інженером. 1960—1985 — директор цього інституту. Об'єкти, які проектував інститут, були розташовані в різних місцях СРСР та пов'язані з різними галузями ракетобудівництва, мікроелектроніки тощо.
Інститут займався комплексними розробками, роботи починались з аналізу ґрунтів під фундаменти, проекту будівель, обладнання та розробки технологій. Закінчувались авторським наглядом за втіленням проектів, будівництвом, передачею до експлуатації. В інституті працювали понад 5 тисяч фахівців.
Працюючи головним інженером та 25 років директором, Ярмольчук зробив великий внесок у розвиток ракетно-космічної галузі СРСР. Під його керівництвом інститут створював найбільші ракетно-космічні програми СРСР, було спроектовано всі об'єкти виробничого й експериментального призначення та інфраструктура найбільших в галузі ВО ПМЗ (Південмаш) в Дніпропетровську та Павлограді та КБ «Південне» у Дніпропетровську.
Багато з цих об'єктів є унікальними. Географія проектування інститутом об'єктів галузі включала понад 60 міст. Ярмольчук також займався створенням підгалузі мікроелектронного приладобудування на заводах та НДІ в Києві, Харкові, Чернігові, Запоріжжі, Смілі, Сімферополі, Ленінграді, Свердловську, Пензі, Новополоцьку.
Приділяв увагу впровадженню в проекти новітніх на ті часи наукових і технічних досягнень, здійснення інститутом авторського нагляду за будівництвом, освоєння новими об'єктами повних проектних потужностей. Працював заступником головного механіка та начальник відділу нестандартного обладнання на Південмаші.

### Останні роки
На пенсії захопився виготовленням картин із шпону дерев, виробів із дерева для дизайну інтер'єру. Помер 26 липня 2005 року на 90 році життя.

## Сім'я
- батько Євген Романович Ярмольчук — інженер-технолог, викладач, працював у правлінні Єкатеринінської залізниці
- мати - Марія Федорівна (Теодорівна) уроджена Гейда була донькою одного з перших чеських православних священиків на Волині Теодора Гейди.
- 1942 року одружився з Лиманською Марією Федорівною (1922 р.н.).
- Син Ярмольчук Євген Дмитрович (1945 р.н.)
- Донька Ярмольчук Ірина Дмитрівна (1950 р.н.)
- двоюрідний брат — Микола Григорович Ярмольчук, відомий радянський інженер-конструктор, винахідник, конструктор шаропоїзду (1898—1979)
- дід — Теодор Гейда (1858—1920), чеський православний священик, один з перших священиків чеської громади на Волині.

## Нагороди
- Премія Ради Міністрів СРСР (1975)
- Заслужений будівельник УРСР (1976).